# Fator de crescimento
Os fatores de crescimento são um conjunto de substâncias, a maioria de natureza proteica que juntamente com as hormonas e os neurotransmissores, desempenham uma importante função na comunicação intercelular.
A função principal dos fatores de crescimento é a o controlo externo do ciclo celular, mediante abandono da quiescência celular (fase G0) e entrada da célula na fase G1.
A função dos fatores de crescimento não é somente a de estimular a proliferação celular mediante a regulação do ciclo celular, iniciando a mitose, mas também a de manter a sobrevivência celular, estimular a migração celular, a diferenciação celular e também a apotose.
Geralmente promovem a diferenciação e a maturação da células, o que varia entre os fatores de crescimento. Por exemplo, as proteínas ósseas morfogenéticas estimulam a diferenciação óssea, enquanto que o fator de crescimento endotelial vascular estimula a diferenciação do vaso sangüíneo. Os fatores de crescimento agem como sinalizadores entre células. São exemplos disto as citocinas e hormônios que se ligam a receptores/recetores específicos na superfície de suas células alvo.
Os fatores de crescimento desempenham a sua função a muito baixas concentrações nos líquidos corporais, da ordem dos picogramas. Atuam unindo-se a receptores celulares situados na membrana celular que transmitem o sinal do exterior para o interior da célula, mediante o acoplamento de diferentes proteocinases que se fosforilam e que ativam uma cascata de sinais que acaba com a ativação de um ou vários genes (transdução de sinal).
A função dos fatores de crescimento é regulada por diferentes mecanismos que controlam a ativação genética, como:
1. A transcrição e tradução do gene do fator de crescimento.
2. A modulação da emissão do sinal pelo receptor/recetor.
3. O controlo da resposta celular por moléculas com ação oposta à resposta inicial.
4. Controlo extracelular pela disponibilidade do fator de crescimento, que é depositado na matriz extracelular.

Mediante estudos com culturas de células, descobriu-se que os fatores de crescimento são transportados pelo soro. São produzidos por em grande número de células e os requisitos são muito variáveis entre diferentes tipos de células. Para que as células proliferem em cultura, é necessária a existência de soro que contenha os fatores de crescimento e as moléculas de adesão como a fibronectina, vitronectina e outras moléculas nutritivas como lipoproteínas, transferrina, e também nutrientes: aminoácidos, iões e moléculas energéticas.

## Exemplos de fatores de crescimento
Fatores de crescimento celula amplamente conhecidos são:
- Trombopoetina;
- Eritropoetina;
- Miostatina;
- Fator de crescimento derivado de plaquetas;
- Fator de crescimento de hepatócitos;
- Fator de crescimento de epiderme;
- Fator de crescimento transformador b.

## Usos
Nas duas últimas décadas, os usos terapêuticos dos fatores de crescimento têm vindo a aumentar. Atualmente são usados no tratamento de enfermidades hematológicas e oncológicas
como :
- Granulocitopenia
- Síndromes mielodisplásicas
- Leucemias
- Anemia aplásica
- Transplantes de medula óssea